# Higashinaruse
Higashinaruse (東成瀬村, Higashinaruse-mura) est un village du district d'Ogachi, dans la préfecture d'Akita, au Japon.

## Géographie

### Démographie
Au 1er décembre 2015, la population de Higashinaruse s'élevait à 2 648 habitants répartis sur une superficie de 203,69 km2.